# Кристиана Магдалена фон Лайнинген-Дагсбург-Харденбург
Кристиана Магдалена фон Лайнинген-Дагсбург-Харденбург (на немски: Christiane Magdalene von Leiningen-Dagsburg-Hardenburg (Hartenburg); * 8 октомври 1650; † 21 август 1683) е графиня от Лайнинген-Дагсбург-Харденбург и чрез жентиба графиня Сайн-Витгенщайн-Хомбург.

## Произход
Тя е дъщеря на граф Фридрих Емих фон Лайнинген-Дагсбург-Харденбург (1621 – 1698) и съпругата му графиня Сибила фон Валдек-Вилдунген (1619 – 1678), дъщеря на граф Кристиан фон Валдек-Вилдунген (1585 – 1637) и графиня Елизабет фон Насау-Зиген (1584 – 1661).
Тя умира на 21 август 1683 г. на 32 години.

## Фамилия
Кристиана Магдалена се омъжва 1671 г./ 26 март 1673 г. за граф Кристиан фон Сайн-Витгенщайн-Хомбург (1647 – 1704), син на граф Ернст фон Сайн-Витгенщайн-Хомбург (1599 – 1649) и Кристиана фон Валдек (1614 – 1679). Те имат три деца:
- Фридрих Лудвиг (* 1679; † септември 1742), полковник и командант в Кайзерслаутерн
- Кристиана/Кристиана (* 10 януари 1680; † 17 септември 1724), омъжена на 5 юни 1697 г. във Франкфурт ам Майн за граф Хайнрих V Ройс-Унтерграйц (* 19 април 1645; † 19 февруари 1698)
- Шарлота Луиза (* 1680/1681; † 11 март 1746, Хомбург), омъжена 1711/1719 г. за граф Вилхелм Адолф фон Рантцау-Брайтенбург (* 1688; † 19 март 1734)